# روباه پرنده ملوکی
روباه پرنده ملوکی (نام علمی: Pteropus chrysoproctus) نام یک گونه از سرده روباه پرنده است.